# Proof (alcool)
L'Alcoholic proof o, più semplicemente proof, è una misura anglosassone che indica la quantità di etanolo contenuto in una bevanda alcolica. Approssimativamente corrisponde al doppio della percentuale alcoolica volumetrica.
La misura è attualmente in uso solo negli Stati Uniti, mentre in Gran Bretagna viene utilizzato il tasso alcolico in volume secondo le raccomandazioni dell'Unione europea che segue l'Organizzazione internazionale di metrologia legale (OIML) che misura la percentuale di alcol in volume, alla temperatura di 20 °C.

## Regno Unito
Le origini della misura sono tipicamente britanniche e risalgono al XVIII secolo, quando il pagamento dei marinai includeva delle razioni di brandy. Per assicurare che il brandy fosse di buona qualità o non fosse allungato con acqua, si usava bagnare della polvere da sparo con il distillato: se questa non si incendiava allora significava che il prodotto conteneva troppa acqua e quindi la prova (proof) era considerata non passata (underproof). In base a questo, una soluzione che superava la prova (proven) veniva classificata con 100 gradi proof (100°). 100 gradi proof corrispondono al 57,15% in gradi volumetrici. Questa misura è ancora utilizzata nelle definizioni britanniche sebbene solo la scala volumetrica sia utilizzata sulle bottiglie e nelle vendite. Il rapporto proof-volume è di circa 7:4, cioè 70 gradi proof sono circa il 40% in gradi volumetrici. L'alcool puro corrisponde a circa 175 gradi proof.
Dal 1740 circa, nel Regno Unito si usava l'idrometro di Clarke. Con il metodo di Clarke, 100 gradi proof inglesi corrispondono ad una gradazione alcolica del 57,1% in volume o del 49,28% in peso (alla temperatura di 10,6 °C) ed a 175 proof negli Stati Uniti.
Nel 1816 venne introdotto l'idrometro di Bartholomew Sikes.

## Stati Uniti
Nella definizione attuale negli Stati Uniti il proof number corrisponde al doppio della percentuale d'alcool misurata in volume alla temperatura di 60 °F (15,5 °C). Quindi "80 proof" è 40% alcool in volume (la maggior parte del 60% rimanente è acqua) e l'alcool puro sarebbe 200 proof. Se una bevanda 150 proof è mischiata per metà (in volume) con acqua il prodotto risultante sarà vicino a 75 proof (ma non esattamente perché una piccola quantità di volume cambia quando si mescola alcool con acqua). I numeri proof americani sono citati correttamente come 86 proof e non come "86 gradi proof". L'uso della parola "gradi" in questo contesto è scorretto.
La legislazione federale americana (CFR 27 5.37 Alcohol Content) richiede che le etichette dei liquori rechino la percentuale d'alcool in volume (talvolta abbreviata ABV). Le regole permettono (ma non richiedono) che sia riportata anche la misura proof accanto a quella in volume.